# Produit négocié en bourse
Pour les articles homonymes, voir ETP.
Un produit négocié en bourse (en anglais, exchange-traded product ou ETP) est un titre acquis dans une bourse nationale. Les ETP peuvent intégrer des dérivés, mais ce n’est pas une obligation, et le mémorandum d’investissement (ou les documents d’offre) doit être lu avec soin afin de s’assurer que la méthode de tarification et l’utilisation (ou non) des dérivés sont explicitement indiquées. En règle générale, les titres sous-jacents, tels que les actions et les obligations, ne sont pas considérés comme des ETP.
Les ETP sont souvent référencés sur des indices, des actions, des matières premières ou peuvent être gérés activement. Il existe plusieurs types de PTE, notamment: 
- Closed-end fund (CEF)
- Exchange-traded derivative contract
- Exchange-traded fund (ETF)
- Exchange-traded note (ETN) qui inclut :
  - Exchange-traded certificate (ETC)
  - Exchange-traded currencies (ETC)
  - Exchange-traded commodities (ETC)

Les ETP sont également admissibles à des types d’ordres avancés, tels que les ordres à cours limité et les ordres stop. Cela contraste avec les fonds de placement traditionnels qui ne sont disponibles à l'achat ou à la vente qu'à certains moments de la journée.